# Christoph Zimmermann (Fußballspieler)
Christoph „Zimbo“ Zimmermann (* 12. Januar 1993 in Düsseldorf) ist ein deutscher Fußballspieler, der zuletzt beim deutschen Zweitligisten SV Darmstadt 98 unter Vertrag stand.

## Karriere

### Beginn und Wechsel nach Mönchengladbach
Christoph Zimmermann begann seine Karriere in der Jugend des SC Düsseldorf-West. Mit 13 Jahren wechselte er in die Nachwuchsabteilung der Borussia Mönchengladbach. Am 7. Juni 2009 gab er beim 5:2-Heimspiel gegen den TSC Eintracht Dortmund sein Debüt für die U17-Mannschaft von Mönchengladbach im vorletzten Saisonspiel der B-Junioren-Bundesliga. Zum Ende der Saison wurde die Mannschaft Meister der Liga West. In der Saison darauf kam er bereits auf zwanzig Einsätze (ein Tor) in der U17-Mannschaft und erreichte mit dem Team den dritten Platz. Zudem wurde er in drei Saisonspielen für die U19-Mannschaft in der A-Junioren-Bundesliga eingesetzt. Ab der Saison 2010/11 wurde er Stammspieler der U19-Mannschaft mit 19 Ligaspielen und drei Toren. Die Mannschaft erreichte den dritten Ligaplatz und das Viertelfinale im DFB-Pokal der Junioren, wobei er im Achtelfinale eingesetzt wurde und für Mönchengladbach traf.
Zum Ende der Spielzeit 2011/12 gab er am 32. Spieltag sein Debüt in der Regionalliga West für die zweite Mannschaft, als er in der 80. Spielminute beim Spiel gegen den SC Wiedenbrück eingewechselt wurde. Bis zum Saisonende wurde er in fünf Regionalligaspielen eingesetzt und wurde mit der Mannschaft Dritter in der Liga. Ebenfalls wurde er weiterhin 22 U19-Ligaspielen eingesetzt (zwei Tore), wobei er dreimal als Kapitän spielte und auch hier den dritten Platz erreichte. Aufgrund eines Ellenbogenbruchs verpasste Zimmermann den Saisonstart 2012/13 und konnte sich auch nicht als Stammspieler durchsetzen. In 18 Regionalligapartien erzielte er ein Tor und erreichte mit dem Team den siebten Platz. Auch den Saisonbeginn 2013/14 verpasste er aufgrund einer Verletzung, konnte sich danach jedoch als Stammspieler durchsetzen und trug mit 28 Einsätze (ein Tor) zu einem erneuten siebten Ligaplatz bei.

### Dritte Liga in Dortmund & Abstieg
Zur Saison 2014/15 wechselte er zum Drittligisten Borussia Dortmund II unter Trainer David Wagner. Am 26. Juli 2014 beim Auswärtssieg beim FC Rot-Weiß Erfurt (2:1) kam er in der 90. Minute zu seinem ersten Kurzeinsatz in der 3. Liga. Danach trainierte er mit den Profis der ersten Mannschaft im Trainingslager. Am Ende der Saison hatte er 27 Drittligaeinsätze absolviert, die BVB-Reserve stieg jedoch auf dem 18. Tabellenplatz wieder in die Regionalliga ab. In der Spielzeit 2015/16 absolvierte er unter Daniel Farke 29 Regionalligapartien (zwei Tore), davon 18 als Kapitän und trug damit erheblich zum vierten Platz in der Liga bei. Auch in der Saison 2016/17 war er in den meisten seiner 29 Einsätze als Kapitän im Einsatz und hatte damit erneut einen wesentlichen Anteil am zweiten Platz in der Liga.

### Wechsel nach England
Im Juni 2017 wechselte Zimmermann zum Zweitligisten Norwich City nach England. Damit folgte er seinem Dortmunder-Trainer Daniel Farke. In seiner ersten Saison kam er auf 39 Ligaeinsätze (ein Tor) und erreichte mit dem Team den 14. Ligaplatz. In der Saison 2018/19 war er ab dem Ende der Saison Kapitän der Mannschaft und kam auf 40 Ligaeinsätze (zwei Tore). Norwich wurde Zweitligameister und stieg damit in die Premier League auf.
Am 31. August 2019 gab er bei der 2:0-Auswärtsniederlage gegen West Ham United als Kapitän sein Debüt in der Premier League. Dabei zog er sich bei einem Foul eine Knöchelverletzung zu, die ihn später in seiner Zeit bei Norwich immer wieder außer Gefecht setzte. Deshalb kam er nur auf 17 Erstligaeinsätze (davon vier als Kapitän) und stieg auf dem letzten Tabellenplatz wieder in die zweite Liga ab. Nach vier Zweitligaeinsätzen als Kapitän zog er sich eine Wadenverletzung zu und konnte sich danach – auch aufgrund weiterer Verletzungen – nicht mehr als Stammspieler in der Mannschaft einbringen, sodass er in den letzten sieben Saisonspielen nicht mehr Teil des Kaders war. Die Mannschaft wurde erneut Zweitligameister, wobei er in 22 Partien zum Einsatz kam. In der Saison 2021/22 kam er auf drei Premier-League-Einsätze und wurde in zwei Spielen der zweiten Mannschaft eingesetzt.

### Rückkehr nach Deutschland
Zu Beginn der Saison 2022/23 wechselte er zum deutschen Zweitligisten SV Darmstadt 98 und unterschrieb dort einen Vertrag bis Juni 2025. Am 22. Juli 2022 debütierte er beim 2:1-Heimspiel gegen den SV Sandhausen in der 2. Bundesliga, nachdem er in der 53. Spielminute für Clemens Riedel eingewechselt wurde. Im Sommer 2025 verließ er den Verein.

## Erfolge
Norwich City
- Englischer Zweitligameister: 2018/19, 2020/21

Borussia Mönchengladbach U17
- Meister der B-Junioren-Bundesliga West: 2008/09

## Sonstiges
Während seiner Zeit bei Norwich City engagierte er sich außerhalb des Spielfelds in der Gemeinde und hielt eine Vorlesung an der University of East Anglia. Durch dieses Engagement und seine spielerischen Erfolge mit zwei Aufstiegen wurde er für die Fans eine Ikone der Mannschaft.
Zimmermann ist verheiratet und Vater zweier Söhne. Er studierte eineinhalb Semester auf Lehramt, zunächst für Gymnasien, dann für die Grundschule.